# NGC 1875
NGC 1875 is een elliptisch sterrenstelsel in het sterrenbeeld Orion. Het hemelobject werd op 18 november 1863 ontdekt door de Duitse astronoom Albert Marth.

## Synoniemen
- MCG 1-14-31
- ZWG 421.39
- Arp 327
- VV 169
- HCG 34A
- PGC 17171